# ETA SA

## Історія
Компанія ETA утворилася внаслідок об'єднання кількох незалежних фабрик з виробництва механізмів та запчастин до них. В 1793 Isaac і David Benguerel разом з Julien і François Humbert-Droz заснували першу фабрику з виробництва базових механізмів ( ébauche, тобто незавершений механізм, що складається з головної пластини, мостів, колісної передачі, заводного і перекладного механізмів, а також регулятора), а в 1856 Урс Шилд і доктор Жірар заснували в Гренхені фабрику з виробництва базових механізмів і годинників, яка і започаткувала фабриці ETA.
У 1926 році ETA, FHF (фр. Fabriques d’Horlogerie de Fontainemelon, заснована у 1816 році) та AS (A. Schild SA, заснована у 1896 році), разом з іншими компаніями беруть участь у створенні Ebauches SA.
З початком Другої світової війни, незважаючи на труднощі, виробництво базових механізмів тривало, і ETA стала лідером у цій галузі.
У 1978 році відбулося злиття компаній ETA і AS, завдяки чому розширився діапазон вироблених калібрів механізмів.
В 1979 почався випуск камертонів для кварцових резонаторів на одному з підрозділів ETA, яке потім було виділено в окрему компанію Micro Crystal.
У 1982 році у зв'язку з економічною кризою, була спрощена структура компаній ETA, FHF та EEM (Ebauches Electroniques Marin, заснована в 1970 році та спеціалізується на базових кварцових та електронних механізмах). Головне керівництво тепер почало розташовуватися в Гренхені.
У 1985 році, після закінчення внутрішніх реорганізацій, ETA повністю взяла він функції компанії Ebauches SA.

## Розробки
1969 — прорив у годинниковій промисловості: автоматизація установки годинникового каміння
1975 — компанія випустила в серійне виробництво найтонший чоловічий механізм з автопідзаводом, центральною секундною стрілкою і покажчиком днів (калібр 2892)
1976 — випущений в серійне виробництво кварцовий механізм із серії FLATLINE, з центральною секундною стрілкою, покажчиком днів і висотою 3.6 мм (калібр 940)
1981 — два досягнення в серійному виробництві: кварцовий механізм із серії FLATLINE II з товщиною 2.5 мм і кварцовий механізм із серії Elegance, завтовшки всього 0.98 мм (калібр 210)
1983 — механізм із серії FLATLINE III з товщиною менше 2мм
1990 — розроблений новий механічний механізм з автопідзаводом з вічним календарем (калібр 2890)
1991 — інженери компанії представили новий кварцовий механізм з вічним календарем, запрограмований до 2099 (калібр 252)
1992 — два досягнення: випущений тонкий жіночий механічний механізм з автопідзаводом (калібр 2000), а також запущена серія кварцових механізмів ECOLINE, які зроблені з синтетичних матеріалів (калібри 800—805)
1993 — запущена серія кварцових механізмів NORMFLATLINE: комбінація металевих і синтетичних частин (калібр 902)
1996 — ще два досягнення: випущений механізм Autoquartz (калібр 205.111), що є кварцовим механізмом з функцією автопідзаводу (механізм вперше використовувався компанією Tissot), а також автоматичний хронограф з діаметром 28 мм і висотою всього 6.1мм
1997 — випущений кварцовий механізм із сонячною батареєю, вбудованою в циферблат, а також з літій-іонним акумулятором, що дозволяє працювати до 100 днів без підзарядки (калібр 955.812)
1998 — серія ECOLINE поповнюється новим кварцовим хронографом, зробленим з синтетичних матеріалів (калібр G10.711), так само серія NORMFLATLINE поповнюється механізмом з висотою 1.35 мм, розробленим спеціально для ювелірних годинників
2000 рік — з'явилася нова серія кварцових механізмів TRANDLINE середнього цінового діапазону, що замінює чотири калібри серії NORMFLATLINE. Всі механізми із золотим покриттям, з трьома стрілками, календарем та мають індикацію розрядженої батареї (EOL, end-of-life)

## Механізми
Ціновий діапазон калібрів, що випускаються, дуже великий, тому компанія розділила механізми на серії, залежно від властивостей і призначення

### Mecaline Specialities
Це серія так званих резервованих калібрів, тобто механізмів, гуртова торгівля якими дозволена лише у Швейцарії годинниковим виробникам. Включає механічні калібри як з ручним, так і з автоматичним підзаводом і можуть оснащуватися різноманітними функціями: покажчики дати, дня тижня, місяця, фаз Місяця, запасу ходу, функції хронографа, тимчасової зони. Розміри механізмів від 19.40 мм до 36.00 мм у діаметрі, і з висотою від 2.50 мм до 7.90 мм.
Як правило, це механізми, що розробляються підрозділом Valjoux, які стоять у годиннику високої та преміум цінової категорії.

### Mecaline
У цю серію входять механічні калібри з ручним та автоматичним підзаводом. Механізми можуть оснащуватися функціями покажчика дати та тижня. Розміри механізмів від 17.20 мм до 36.60 мм у діаметрі, і з висотою від 3.35 мм до 6.20 мм.
Механізми цієї серії стоять у годиннику всіх категорій, але в годиннику більш престижного класу зазвичай їх допрацьовують і можуть додавати додаткові функції.

### Thermoline
До цієї серії входять кварцові хронометри з термокомпенсацією. Усі механізми оснащені функцією індикації розрядженої батареї (EOL). Розміри механізмів від 19.40 мм до 30.00 мм у діаметрі (крім прямокутного кварцового хронографа), з висотою від 2.50 мм до 5.00 мм.

### Flatline
У цю серію входять кварцові механізми із золотим покриттям та оснащені функцією індикації розрядженої батареї (EOL). Представлені як круглі механізми, так і прямокутні та у формі бочки. Ця серія відрізняється невеликою висотою механізму (щодо функціональності та розміру) від 0.98 мм до 6.90 мм.
Механізми зазвичай використовуються в годиннику вище середньої категорії, а також в золотому годиннику.

### Normflatline
У цю серію входять кварцові механізми, що складаються з металевих, так і синтетичних деталей, що зменшує їх вартість. Усі механізми із золотим покриттям та оснащені функцією індикації розрядженої батареї (EOL). Представлені як круглі механізми, і прямокутні й у формі бочки, з висотою від 1.80 мм до 4.60 мм.
Це найбільш популярна серія механізмів і зазвичай використовується в годиннику всіх категорій, крім престижної.

### Trendline
У цю серію входять кварцові механізми економічного напряму, зазвичай використовуються при масовому виробництві годинника. Всі механізми із золотим покриттям оснащені трьома стрілками та функцією індикації розрядженої батареї (EOL). Розміри механізмів від 17.20 мм до 30.00 мм у діаметрі та з висотою від 2.20 мм до 3.60 мм.
Такий самий комплект механізмів з аналогічними функціями входить у серію NORMLINE, єдиною відмінністю якої і те, що збирання механізмів виробляється над Швейцарії, а Китаї, що ще більше здешевлює виробництво рахунок зниження якості складання.
Механізми цієї серії зазвичай використовуються в годиннику низької та середньої цінової категорії.

### Fashionline
У цій серії представлені «одноразові» кварцові механізми, майже цілком зроблені з синтетичних матеріалів, які під час поламки не підлягають ремонту, а заміні. Усі механізми оснащені функцією індикації розрядженої батареї (EOL). Представлені механізми широкого діапазону функціональності: від простих механізмів із трьома стрілками, до хронографів із будильником.
Деякі механізми з аналогічними функціями входять до серії ECOLINE, єдиною відмінністю якої є те, що складання механізмів проводиться не в Швейцарії, а в Китаї, що ще більше здешевлює виробництво за рахунок зниження якості складання.
Механізми цієї серії зазвичай використовуються в годиннику низької та середньої цінової категорії, а також у модному годиннику.

## Ексклюзивні калібри
ETA також виробляє спеціальні калібри, розроблені для конкретних годинникових компаній: L688.2 (механічний) для Longines — хронограф з колонним колесом та автопідзаводом.
T-Touch (кварцовий) для Tissot — хронограф, альтиметр, термометр, компас, барометр.
Powermatic 80 (механічний) для Tissot та Certina — хронометр.
Компанії, що використовують механізми ETA
Сьогодні компанія ETA одна із найбільших світових виробників годинникових механізмів.
Механізми ETA зазвичай використовуються годинниковими компаніями середнього та високого цінового діапазону, такими як Tissot, Hamilton, Mido, Certina, Longines, Rado, Oris, Epos, Frederique Constant, Maurice Lacroix, Louis Erard, Raymond Weil, Sinn, TAG Heuer, Breitling, Chopard, IWC, Omega, Officine Panerai, U-BOAT, Victorinox, Bernhard H. Mayer.
Компанії високої та преміум категорії зазвичай закуповують базові механізми (фр. ébauche) та доопрацьовують їх самостійно. Крім того, фабрика ETA вибиває логотип годинникової компанії на інерційному вантажі механічного годинника.